# Seilersee
Der Seilersee in Iserlohn, amtlich Callerbachtalsperre und in kartografischen Werken gelegentlich Kallerbachtalsperre genannt, ist eine von zwölf im Regierungsbezirk Arnsberg liegenden Brauchwassertalsperren.

## Geografische Lage
Die Talsperre liegt am südlichen Fuß des Seilerwaldes. Sie ist umgeben von den Iserlohner Stadtteilen Griesenbrauck, Bilveringsen, Wermingsen und Nußberg.

## Geschichte
1913 wurde mit dem Bau der Callerbachtalsperre begonnen. Nach einjähriger Bauzeit erfolgte am 10. Juni 1914 die amtliche Bauabnahme als Talsperre. Durch den Talsperrenbau wurde seinerzeit die Frischwasserzufuhr für die nicht mehr vorhandene Kläranlage Iserlohn-Ost in wasserarmen Zeiten sichergestellt. Auch der Wasserstand des Baarbaches als Hauptvorfluter der städtischen Kanalisation wurde reguliert.
Schon damals war die Gegend um die Callerbachtalsperre ein beliebtes Ausflugsziel, und von der Brauerei Iserlohn wurde 1924 am See ein Ausflugslokal errichtet. 1919 entstand auch das städtische „Seilersee-Stadion“, das für Fußball, Handball und Hockey genutzt wurde und 1913 ursprünglich als Bestandteil der „Kaiser-Wilhelm-Anlagen“ angelegt war.

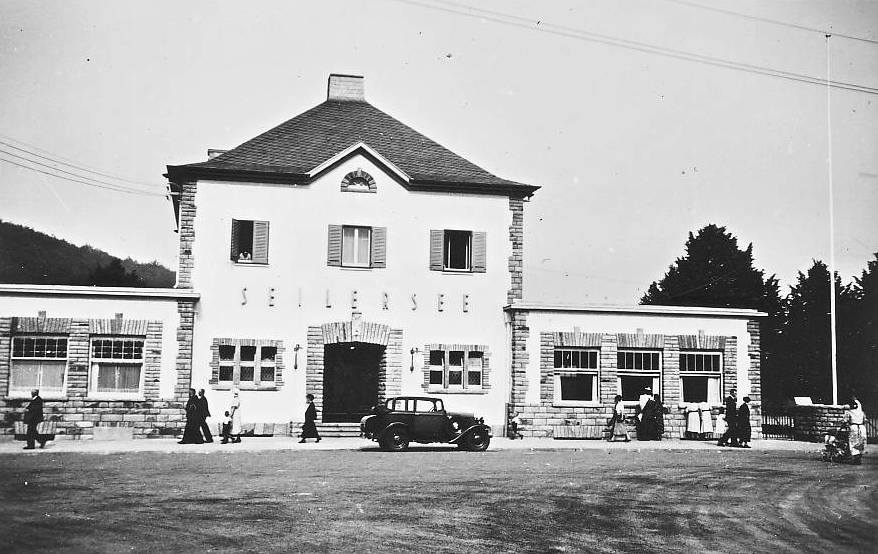
Haus Seilersee (1937)

1937 wurde am Ufer das „Haus Seilersee“ erbaut, welches in der Vergangenheit häufig als Restaurant genutzt wurde. Derzeit steht das Gebäude leer und ist im Besitz der Stadt. In strengen Wintern diente der See als Eislauffläche.
1963 wurde vom Rat der Stadt Iserlohn der Weiterbau der Autobahn 46 gebilligt. Es gab zuvor heftige Proteste von Umweltschützern, da die Autobahn über den See führte. Mehrere Brückenbetonpfeiler wurden im See verankert. 1976 war die Straße fertiggestellt und es erfolgte die Verkehrsfreigabe.
Im See, nahe der Vogelinsel, wurde 2005 eine etwa 12 Meter hohe und 2,4 Tonnen schwere Stahlskulptur aufgestellt. Sie zeigt eine Orchidee mit pink- und weißfarbenen Blütenblättern und stammt von dem Londoner Künstler Mark Quinn. Zuvor konnte man die Skulptur auf der 50. Biennale in Venedig und im Louisiana Museum of Modern Art in Humlebæk, Dänemark, betrachten. Sie ist eine Leihgabe des Iserlohner Unternehmers Andreas Dornbracht.

## Naherholung und Freizeitmöglichkeiten

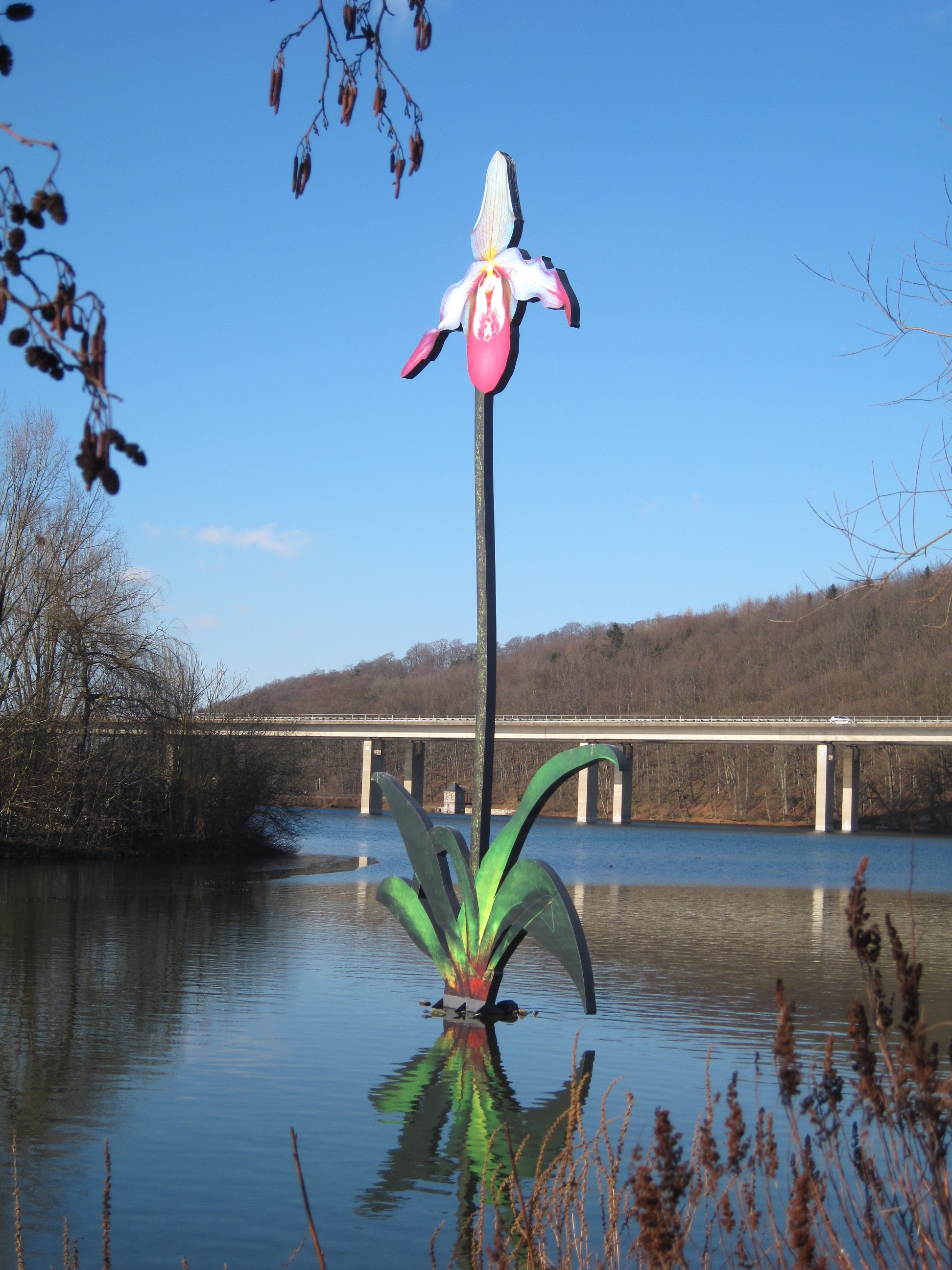
Kunst im See: Stahlskulptur The Overwhelming World of Desire

Der Bereich um den Seilersee ist seit Schließung der Kläranlage Iserlohn-Ost als Naherholungsgebiet von Bedeutung. Um den See führt ein 1,6 km langer Weg mit Ruhebänken. Vom Staudamm aus erreicht man auf dem vom Sauerländischen Gebirgsverein ausgeschilderten Wanderweg A 1 den 1915 errichteten Bismarckturm.
Verschiedene sportliche Möglichkeiten sind durch die Eissporthalle Iserlohn, ein Sport- und Solebad, das Freibad Schleddenhof, einen Ruderbootverleih, einen Fußballplatz, Tennisplätze, ein Skaterareal, eine Boulebahn, eine Minigolfanlage und eine in der Nähe befindlichen Reitanlage gegeben. Seit 2008 findet jährlich der Iserlohner Stadtwerke-Lauf als Benefizveranstaltung am Seilersee statt. Der Lauf ist ein 24h-Lauf. Gestartet werden kann als sog. Freerunner, für den 6h-, 12h oder 24h-Lauf. Der Erlös der Veranstaltung fließt einem caritativen Zweck zu.
Am kleinen See, unterhalb des Staudamms, befindet sich eine Voliere. Dieser Bereich ist auch Treffpunkt von Schiffsmodellbauern.

## Bildungseinrichtungen
Direkt neben dem Seilersee befindet sich ein Bildungscampus mit mehreren voneinander unabhängigen Bildungseinrichtungen. Dort sind die private University of Applied Sciences Europe (ehemals biTS – Business and Information Technology School), die Gesamtschule Seilersee mit dazugehöriger Sporthalle und das ehemalige Privatgymnasium Iserlohn auf dem Gelände des ehemaligen britischen Militärhospitals angesiedelt.